# Дудченко Максим Олександрович
Максим Олександрович Дудченко (нар. 5 липня 1968) — український медик і лікар-хірург, доктор медичних наук, професор Полтавського державного медичного університету, директор 2-ї міської клінічної лікарні м. Полтава, академік громадської організації «Інженерна академія України», лауреат відзнаки Асоціації хірургів Полтавщини «Хірург року 2020».

## Біографія
Максим Дудченко народився 5 липня 1968 року.
У 1986 він став студентом медичного факультету Полтавського медичного стоматологічного інституту. Проте у 1987 році був призваний до Радянської армії. Після служби в армії продовжив навчання в інституті, який закінчив у 1994 році.
Після закінчення інституту залишився на навчання в магістратурі кафедри госпітальної хірургії та інтернатурі Полтавського медичного стоматологічного інституту (з того ж, 1994 року, — Українська медична стоматологічна академія), які закінчив у 1997 році. Під під час навчання в інституті розпочав роботу як хірург-стажер та хірург. У червні 1997 року було надане звання лікарем-спеціалістом за спеціальністю «Хірургія».
У грудні 1997 року Максим Дудченко обійняв посаду асистента кафедри хірургічних хвороб стоматологічного факультету Української медичної стоматологічної академії.
У 1999 році успішно захистив кандидатську дисертацію «Патогенетичне комплексне лікування виразкової хвороби шлунку та реабілітація післяопераційних хворих» за спеціальністю «Хірургія» та здобув науковий ступінь кандидата медичних наук.
У березні 2002 року йому було присвоєне вчене звання доцента та був переведений на посаду доцента кафедри хірургічних хвороб (згодом — госпітальної хірургії) стоматологічного факультету Української медичної стоматологічної академії. Також він керував науковою роботою студентського наукового товариства академії, а згодом наукової організації молодих учених.
У 2001 році він став хірургом 1-ї категорії, а у 2005 році йому було присвоєна вища кваліфікаційна категорія лікаря-хірурга
У 2003 році пройшов курс ендовідеохірургії у Новгородському державному університеті імені Ярослава Мудрого.
У 2010 році він захистив докторську дисертацію на тему «Методологічні основи ендовідеолапароскопічного лікування захворювань гепатобіліарної системи у хворих на метаболічний синдром» за спеціальністю «Хірургія» і здобув науковий ступінь доктора медичних наук.
Того ж, 2010, року обійняв посаду професора кафедри хірургії № 1, а у вересні 2017 року став завідувачем новоствореної кафедри хірургії № 4 з малоінвазивною хірургією Української медичної стоматологічної академії, яка спеціалізувалася гінекології, проктології та судинній хірургії. За словами Максима Дудченка, подібних кафедр в Україні станом на 2020 рік було всього три.
Він став одним із хірургів, які почали впроваджувати лапароскопічні операції у лікарнях Полтавської області, на початках записував свої операції на відео і практикує це досі. В одному з інтерв'ю він зізнався, що спершу хотів стати художником. Проте, як дитина з лікарської родини, його подальший шлях був визначений. За його словами, йому було складно ставати лікарем-хірургом, оскільки його сприймали як «онучку професора» і мали насторожене ставлення до нього, але всього він досяг власними силами
Станом на 2019—2021 роки виконував хірургічні лапароскопічні операції у хірургічному відділенні Міської клінічної лікарні № 3 м. Полтава, що стало клінічною базою кафедри хірургії № 4 з малоінвазивною хірургією Української медичної стоматологічної академії. Це дало можливість робити у Полтаві операції, подібні до тих, які роблять в Інституті хірургії та трансплантології імені О. О. Шалімова НАМН України у Києві. Як хірург, він завдяки використанню лапароскопічної методики виконав 4 операції на різних органах у пацієнта під час одного хірургічного втручання та спільно із завідувачем хірургічного відділення Харківської обласної лікарні, заслуженим лікарем України Кирилом Пархоменком Кирилом та провідним лікарем-хірургом Максимом Супліченком провів складну операцію пацієнту із синдромом Міріззі на фоні пневмонії та реконвалесцента по COVID-19.
Протягом 2020—2021 років Максим Дудченко працював за сумісництвом завідувачем хірургічного відділення 3-ї міської клінічної лікарні м. Полтава. У цей час лікарня була профільною для надання хірургічної допомоги і лікування хворих на коронавірусну хворобу COVID-19, і він став, на думку представників Асоціації хірургів Полтавщини, організатором «першої на Полтавщині клініки з надання допомоги хворим із хірургічною патологією, асоційованою з COVID-19». Також станом на 2021 рік він був консультантом в медичному лікувально-діагностичному центрі «Медіон».
Максим Дудченко критично висловлювався щодо медичної реформи в Україні, які запровадила Уляна Супрун, та вважав, що система Семашка є кращою. Він не є прибічником європейських медичних протоколів та виступає проти навантаження лікарів супутніми обов'язками, як це було реалізовано в Україні.
У липні 2021 року Максим Дудченко виграв конкурс на посаду директора 2-ї міської клінічної лікарні м. Полтави та став керівником лікарні. У його програмі було запропоновано здійснення переходу хірургії лікарні на сучасні методи роботи з акцентом на малоінвазивну хірургію, розвиток ендоскопічного відділення лікарні, запровадити лікування гінекологічних патологій та створити в лікарні урологічне відділення.
З не пізніше лютого 2022 року він перестав бути завідувачем кафедри № 4, і працював на посаді професора кафедри № 4 з малоінвазивною хірургією Навчально-наукового інституту післядипломної освіти Полтавського державного медичного університету (створений шляхом реорганізації Української медичної стоматологічної академії). З вересня 2023 року, після об'єднання кафедр хірургії № 1 та № 4, Максим Дудченко працює на посаді професора кафедри № 1 Навчально-наукового інституту післядипломної освіти Полтавського державного медичного університету.
Як директор 2-ї міської клінічної лікарні м. Полтава, він вже у серпні 2021 року почав впроваджувати лапароскопічну хірургію у роботі лікарні, зокрема, під час апендектомії.. Протягом 2021—2024 років у лікарні було відкрито відділення малоінвазивної хірургії (вересень 2023 року), рентгенологічне, приймальне та перше міське урологічне відділення, відкрито нові операційні, побудовано 2 укриття, в одному з яких з'явилася операційна зала, були придбані генератори для роботи лікарні, запроваджені нові операції та оновлено обладнання. 2-а міська клінічна лікарня м. Полтави у 2024 році вперше у власній історії отримала акредитацію лікарні вищої категорії України та статус кластерної лікарні в рамках медичної реформи. Крім того, лікарі стали проводити тренінги домедичної допомоги для всіх охочих. У роботі з великою кількістю постраждалих внаслідок ракетних ударів, у 2-й міській клінічній лікарні м. Полтави було взято досвід лікарень м. Харкова.
У липні 2024 року Максиму Дудченку було подовжено термін дії контракту як директора 2-ї міської клінічної лікарні м. Полтави на 5 років.
Також він проводить майстер-класи з ендовідеолапароскопії у Полтаві для лікарів-хірургів Полтави, Полтавської області інших міст України. Як лікар та науковець спеціалізується у напрямках гінекології, онкології та онкохірургії.

## Громадська діяльність
Максим Дудченко є членом Асоціації Хірургів Полтавщини
У 2023 році його обрано академіком громадської організації «Інженерна академія України» (за медичною секцією).
Станом на серпень 2023 року Максим Дудченко був членом стрілецького підрозділу добровольчого формування територіальної громади № 3

## Науковий доробок
Автор 150 наукових праць, 7 монографій, навчальних посібників, багатьох запатентованих винаходів, зокрема, патент на склад для лікування виразкової хвороби шлунку та дванадцятипалої кишки Дипромак.
- Дудченко М. О. Цироз печінки: [навч. посіб. для студентів вищих мед. навч. закладів III—IV рівнів акредитації] / М. О. Дудченко. -Полтава: Дивосвіт, 2003; 2004. — 130 с.
- Дудченко М. А. Язвенная болезнь: Терапевтические и хирургические аспекты / М. А. Дудченко. — Полтава: Дивосвіт, 2005; 2006. — 207 с.
- Дудченко М. А. Холецистит / М. А. Дудченко. — Полтава: Полтавський літератор, 2011. — 146 с.
- Дудченко М. А. Метаболическая болезнь-синдром: Хирургические и консервативные аспекты / М. А. Дудченко. — Полтава: Полтава, 2009. — 191 с.
- Дудченко М. А. Болезни кишечника: учеб.-метод. пособ. / М. А. Дудченко, Н. Г. Третяк; под ред. М. А. Дудченко. — Полтава: Полтавський літератор, 2014. — 167 с.
- Дудченко М. А. Желчнокаменная болезнь в хирургической и терапевтической практике / М. А. Дудченко ; под ред. М. Ан. Дудченко.- Полтава: Полтавський літератор, 2014. — 326 с.
- Дудченко М. А. Острый и хронический панкреатит. Консервативное и хирургическое лечение / М. А. Дудченко ; под ред. М. Ан. Дудченко. — Полтава: Полтавский литератор, 2016. — 202 с.
- Дудченко М. А. Болезни органов пищеварения: терапевтические и хирургические аспекты гастроэнтерологии со стоматологической патологией / М. Ал. Дудченко ; под ред. В. Н. Ждана, М. Ан. Дудченко. — Полтава: Полтавский литератор, 2017. — 543 с.

## Нагороди та відзнаки
- Відзнака Асоціації хірургів Полтавщини — «Хірург Року 2020» (2020) «за організацію роботи першої на Полтавщині хірургічної клініки з надання допомоги хворим з хірургічною патологією асоційованою з COVID-інфекцією у вкрай складних, що загрожують життю ситуаціях, багаторічну плідну працю, авторитет у професійному середовищі, виховання молодих хірургів»[3][7]
- Відзнака святого великомученика і цілителя Пантелеймона Православної церкви України (2022)[28]
- Диплом про відзначення премією Полтавської міської ради до Дня медичного працівника України (2024)[29]
- Почесна грамота Полтавської міської ради (2023) «за багаторічну сумлінну працю на благо Полтавської громади та з нагоди ювілею»[30].

## Родина
Максим Дудченко одружений, має дочку, яка зі своїм чоловіком станом на кінець 2020 року були лікарями-інтернами.
Сам він є онуком полтавського лікаря-терапевта та кардіолога, доктора медичних наук, професора Максима Дудченка

## Захоплення
Захоплення Максима Дудченка є полювання.
У 2020 році у кабінеті Максима Дудченка стояла ваза з камінням із жовчних міхурів пацієнтів.
Максим Дудченко є майстром спорту з пістолетної стрільби.